# الثعيلب
قرية الثعيلب وهي قرية تتبع مدينة هبهب وتقع في محافظة ديالى شرق العراق.